# Доброжанский, Владимир Леонидович
Владимир Леонидович Доброжанский (ум. 1983) — советский конструктор радиоаппаратуры, лауреат Сталинской премии.

## Биография
С 1920-х гг. член Ленинградского клуба радистов-коротковолновиков (ЛСКВ).
Работал в Ленинградской радиолаборатории в должностях от инженера до заместителя заведующего по научным исследованиям. С 1931 г. радиотехник-конструктор Отдельной (опытной) радиолаборатории (ОРЛ) ОГПУ.
Один из разработчиков профессионального КВ приемника КУБ-4 (1929), судовых радиостанций для полярной экспедиции на пароходе «Челюскин», радиоаппаратуры для первой ледовой дрейфующей станции «СП-1», радиостанции «Белка» (мощность 5 Вт, дальность действия до 1000 км).
В 1930 г. за разработку радиоаппаратуры награждён орденом Красной Звезды. В 1937 г. в командировке в Испании, по возвращении награждён вторым орденом Красной Звезды.
Участник Великой Отечественной войны, майор госбезопасности, затем полковник.
С 1946 г. работал в Москве, начальник лаборатории, с 1952 г. главный инженер Отдела оперативной техники МГБ (КГБ).
С 1972 г. на пенсии.
Умер в декабре 1983 года.

## Награды и звания
- Сталинская премия 1949 года — за разработку новой аппаратуры (системы радиопеленгации «Круг»).